# Phaonia hamiloba
Phaonia hamiloba är en tvåvingeart som beskrevs av Ma och Wang 1992. Phaonia hamiloba ingår i släktet Phaonia och familjen husflugor.
Artens utbredningsområde är Qinghai (Kina). Inga underarter finns listade i Catalogue of Life.